# Орбис
Орбис (њем. Orbis) општина је у њемачкој савезној држави Рајна-Палатинат. Једно је од 81 општинског средишта округа Донерсберг. Према процјени из 2010. у општини је живјело 703 становника. Посједује регионалну шифру (AGS) 7333057.

## Географски и демографски подаци
Орбис се налази у савезној држави Рајна-Палатинат у округу Донерсберг. Општина се налази на надморској висини од 327 метара. Површина општине износи 5,7 km². У самом мјесту је, према процјени из 2010. године, живјело 703 становника. Просјечна густина становништва износи 124 становника/km².